# Estadi de Son Moix
L'Estadi de Son Moix, conegut també per motius de patrocini com a Ono Estadi, Iberostar Estadi i, a partir de juny de 2020, Estadi Visit Mallorca, és un estadi de futbol situat a la ciutat de Palma, al polígon industrial de Can Valero de Palma, adjacent al camí dels Reis. El RCD Mallorca hi disputa els partits com a titular, per bé que el propietari és l'Ajuntament.
Té capacitat per a 23.142 i té unes dimensions de 107 x 69 metres. L'Estadi disposa de 2000 llums, zona de premsa de 1500 metres quadrats i capacitat per acollir uns 300 periodistes. Per les seves instal·lacions es pot equiparar a qualsevol dels millors camps de futbol d'Europa.

## Història
El camp deu el nom a l'antiga possessió de Son Moix, en terres de la qual va ser construït. Va ser bastit per a la celebració de la Universíada a Palma el 1999 com a part del Palau Municipal d'Esports de Son Moix, existent de 1976 ençà, i és obra de l'arquitecte Antonio Lamela, per bé que el projecte original no s'executà en la totalitat. El 1997, abans de la finalització de les obres, el RCD Mallorca aconseguí arribar a un acord amb l'ajuntament de la ciutat per a la seva explotació per cinquanta anys, i així hi disputa els partits com a titular d'ençà de l'any 1999. Abans, l'estadi del RCD Mallorca era l'Estadi Lluís Sitjar.

## Nom comercial
- 1999-2006: Estadi de Son Moix[2]
- 2006-2010: Ono Estadi[2]
- 2010-2017: Iberostar Estadi[3]
- 2017-2020: Estadi de Son Moix[7]
- 2020-2022: Visit Mallorca Estadi[4]
- 2022-...: Estadi Mallorca Son Moix[8]

## Projecte de nou estadi

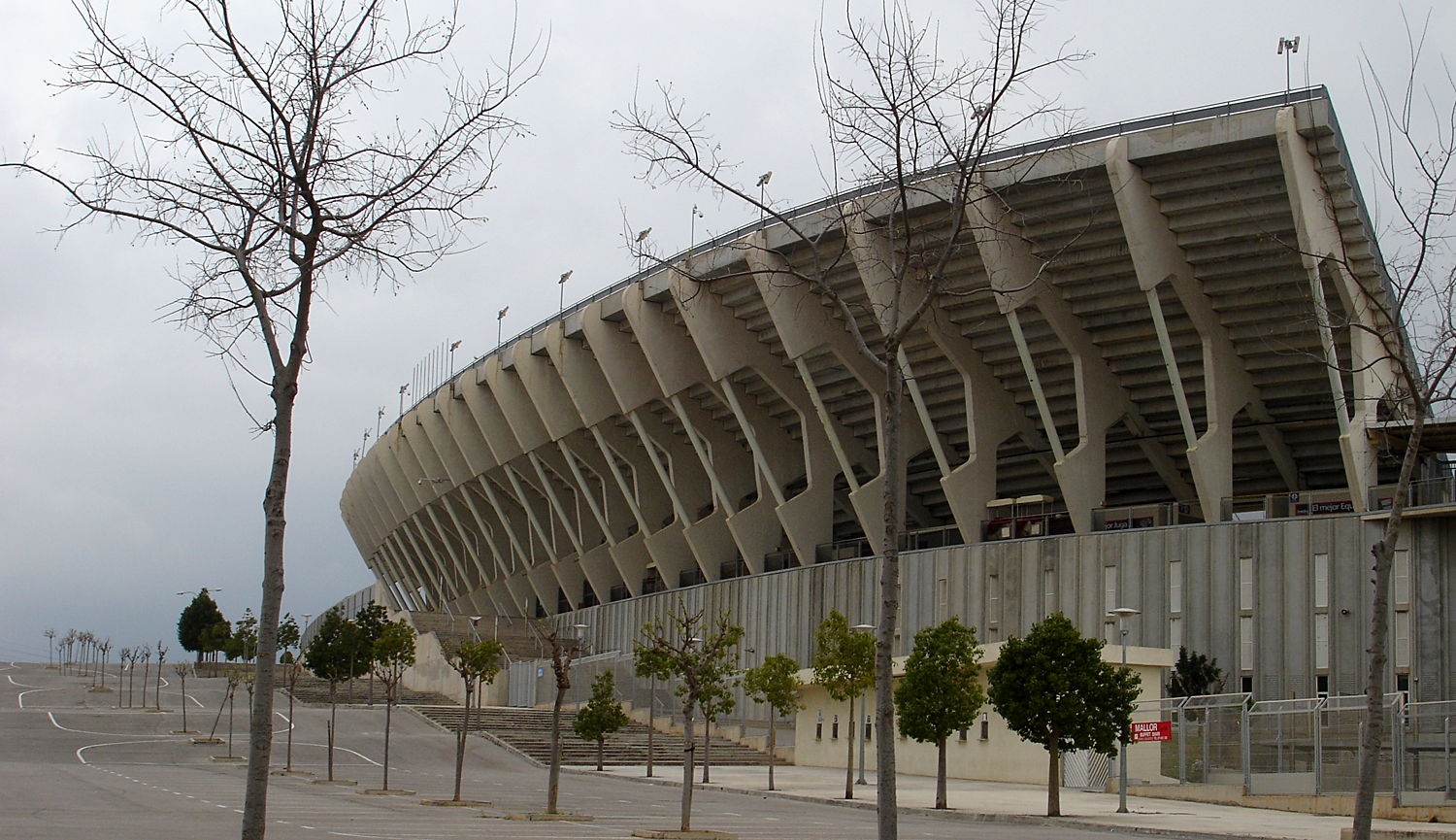
Vista exterior de l'estadi

L'equip de futbol RCD Mallorca va presentar, durant l'etapa de president de Vicenç Grande, el seu projecte per a la construcció d'un nou estadi de 40.000 espectadors per al club. Es tractava d'un projecte de l'Estudio Lamela que incloïa, a més del nou estadi, la construcció de 3 gratacels de 34, 22 i 16 plantes, arribant el major d'ells als 160 metres d'altura.
Les torres tindrien un espai total de 200.000 m2 i comptarien amb centre de convencions, centre comercial i un gran pàrquing.

## Galeria d'imatges

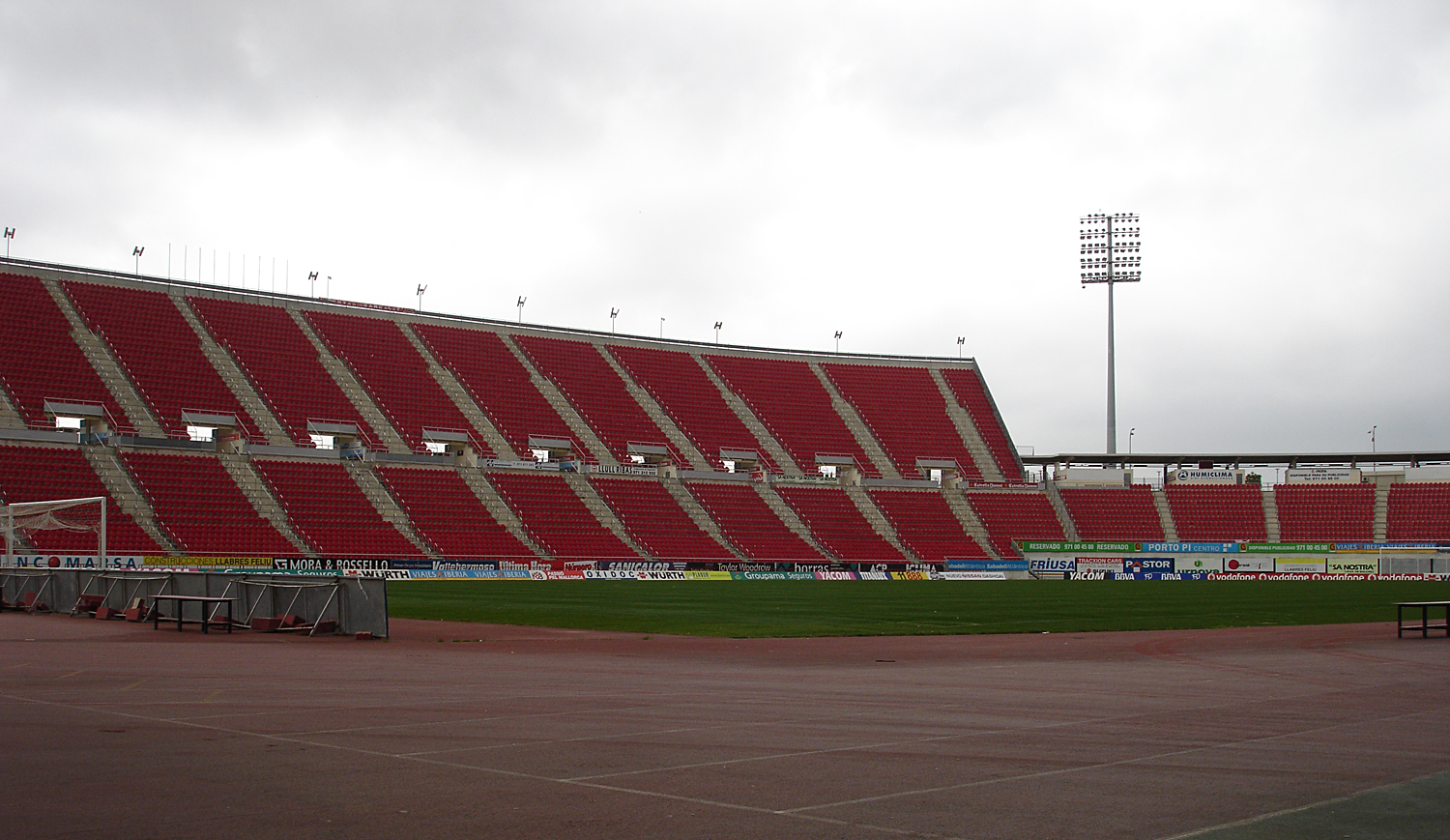
Graderia
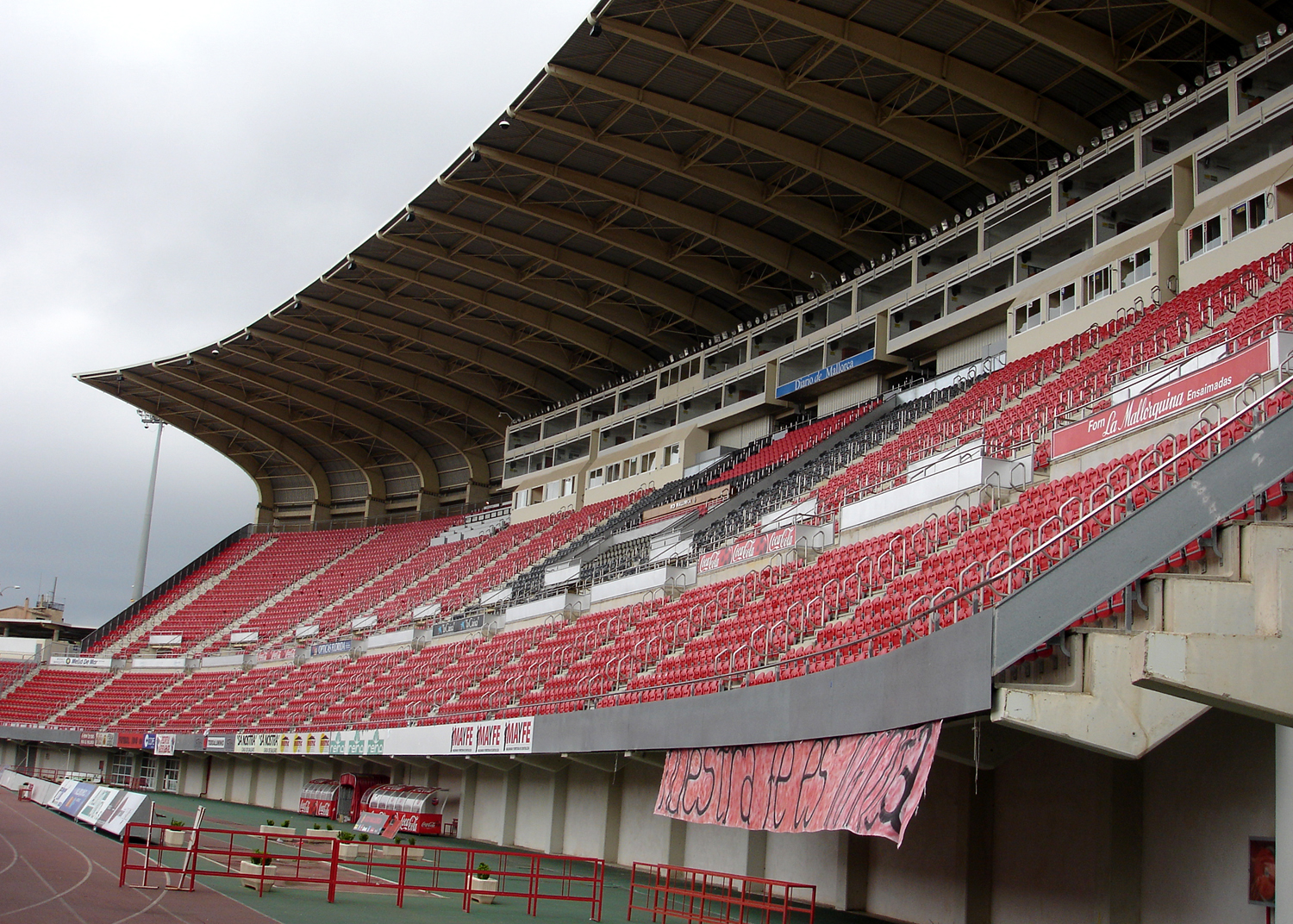
Tribuna
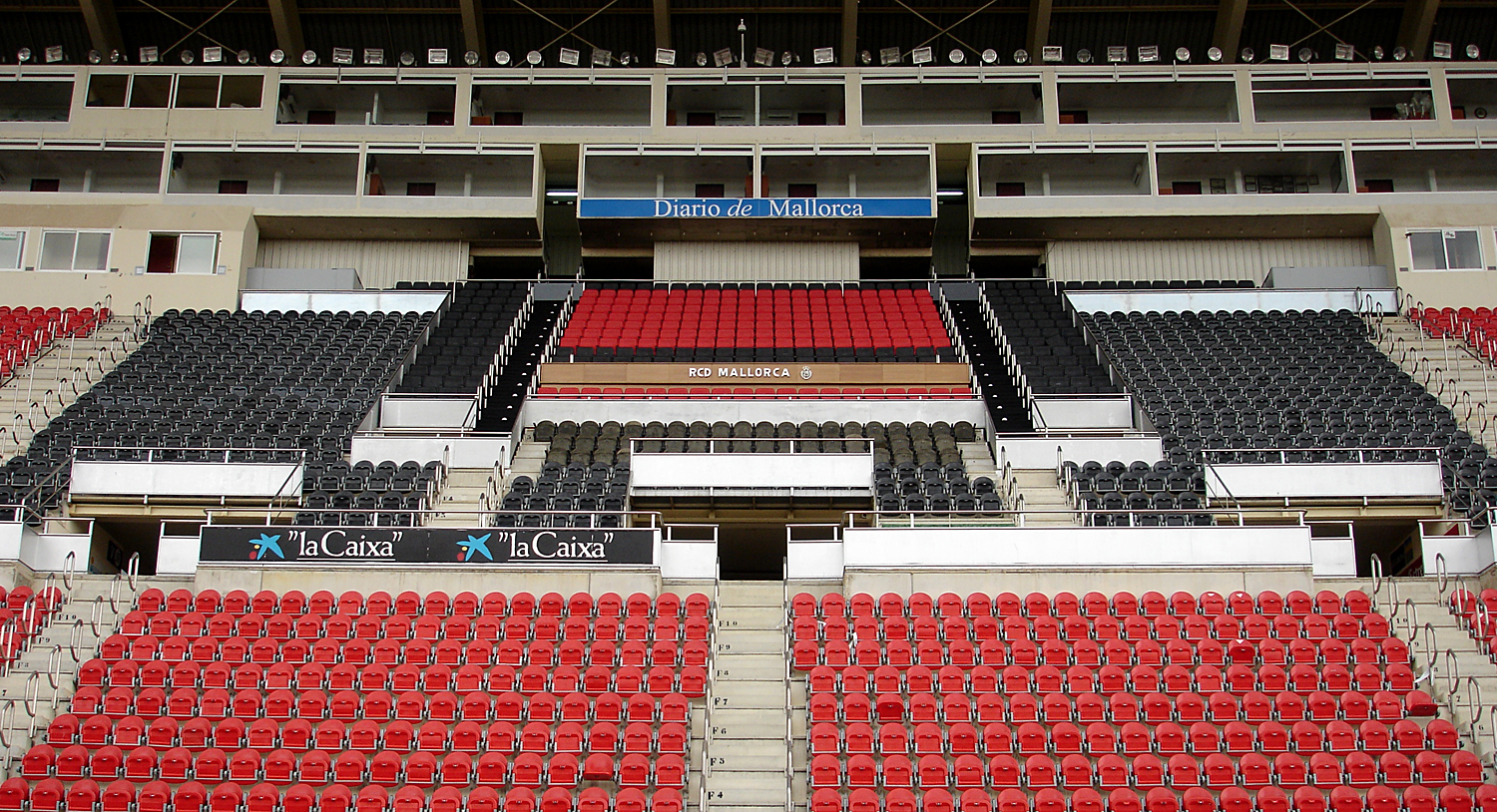
Llotja